# Castniomera
Castniomera là một chi bướm đêm thuộc họ Castniidae. Nó được miêu tả bởi Houlbert năm 1918, và contains the single species Castniomera atymnius. Nó được tìm thấy ở Venezuela.

## Phụ loài
- Castniomera atymnius atymnius (miền đông Brazil, Guyane thuộc Pháp, Colombia)
- Castniomera atymnius drucei (Schaus, 1911) (Colombia, Costa Rica)
- Castniomera atymnius ecuadorensis (Houlbert, 1917) (Ecuador)
- Castniomera atymnius futilis (Walker, 1856) (Nicaragua, Mexico, Honduras, Panama)
- Castniomera atymnius humboldti (Boisduval, [1875]) (Colombia)
- Castniomera atymnius immaculata (Lathy, 1922) (Guyane thuộc Pháp)
- Castniomera atymnius newmanni (Houlbert, 1917) (Panama to Colombia, Venezuela)